# Marcuvard de Prüm
Marcuvard de Prüm (ou Marcuard, Markward ou Markquard ; en latin Marquardus Prumiensis), décédé le 27 mai 853, est abbé de Saint-Hubert et de l'abbaye de Prüm de 829 à sa mort. Il est béatifié par l'Église catholique. 

## Biographie
Marcuvard vient de l'actuelle France. Il est bénédictin à Ferrières, puis devient en 829 abbé de Saint-Hubert et de l'abbaye de Prüm. Il abandonne sa charge à Saint-Hubert après sept ans.
Marcuvard était proche de la maison royale carolingienne, et est décrit dans la littérature comme un conseiller Louis le Pieux, mais il entretient également une relation de confiance avec ses fils Lothaire et Charles le Chauve. En 833, après la victoire des fils de Louis issus de son premier mariage (Louis le Germanique, Lothaire et Pépin Ier d'Aquitaine) sur l'empereur, le futur Charles le Chauve, âgé de 10 ans, est banni à Prüm et placé sous la garde de Marcuvard. Les rapports d'une relation enseignant-élève entre Marcuvard et Charles remontent à ce séjour de plusieurs mois. L'empereur envoie Marcuvard pour servir de médiateur auprès du rebelle Lothaire. En 835, l'abbé de Fulda Raban Maur se tourne vers Marcuvard et lui demanda d'intervenir auprès de Charles le Chauve pour rétablir l'archevêque Ebon de Reims, qui avait été déposé après le soulèvement et enfermé à Fulda. Louis récompense la loyauté de Marcuvard en lui transférant sa propriété. Marcuvard a peut-être fait partie d'une délégation impériale qui a rendu visite à Lothaire en Italie en 835. En 841, à la demande de Marcuvard, Lothaire confirme l'immunité de Prüm. Bien que Prüm se trouve dans le royaume de Lothaire, en Francie médiane, Charles le Chauve confirme également l'immunité du monastère en 845, Marcuvard l'ayant demandé. En 846, Charles demanda à Marcuvard de venir le voir pour une conversation.
Marcuvard était réputé être un homme cultivé. C'est lui qui charge le moine Wandalbert de réécrire la vie de saint Goar. Il était également en contact étroit avec Loup de Ferrières qui lui demande en 849 de lui envoyer des vêtements en lin. À cette époque, Prüm est connu comme un centre de culture et de piété.
Marcuvard fonde une abbaye fille de Prüm à Münstereifel. En 844, il se rende à Rome avec des lettres de recommandation de Lothaire pour le pape Grégoire IV afin de recevoir de lui des reliques. Après la mort du pape, Marcuvard reçoit des recommandations pour le pape Serge II. Il rapporte de Rome les reliques de saint Crisant et de sainte Daria qu'il transfère à Münstereifel. Le rapport de translation des reliques parle de divers miracles survenus en cours de route. Ce rapport pourrait provenir de l’abbé lui-même. Grâce aux reliques, la colonie de Münstereifel est devenue un lieu de pèlerinage.
Marcuvard a été béatifié et son jour de commémoration est le 27 février.

## Sources
- (de) Heinrich Joseph Floß, Romreise des Abtes Markward von Prüm [« Voyage à Rome de l'abbé Markward de Prüm »], Cologne, 1869 (lire en ligne)